# Hemiscorpius lipsae
Espèce
Hemiscorpius lipsae est une espèce de scorpions de la famille des Hemiscorpiidae.

## Distribution
Cette espèce est endémique de Djibouti.

## Description
La femelle holotype mesure 35,53 mm.

## Étymologie
Cette espèce est nommée en l'honneur de Josiane Lips.

## Publication originale
- Kovařík & Lowe, 2022 : « Scorpions of the Horn of Africa (Arachnida, Scorpiones). Part XXVIII. Scorpions of Djibouti. » Euscorpius, no 357, p. 1–31 (texte intégral).